# نجفعلی
نجفعلی (به ترکی آذربایجانی: Nəcəfalı) یک منطقهٔ مسکونی در جمهوری آذربایجان است که در شهرستان زردآب واقع شده‌است.